# Павел Писарев
Павел Николаев Писарев е български журналист (публицист, задграничен кореспондент) и политик (кандидат-член на Централния комитет на Българската комунистическа партия).

## Биография
Роден е в София в семейството на поручик Николай Писарев и германката Ерна Клаус на 19 октомври 1934 г. Има научна степен по социология (доктор на социологическите науки), старши научен сътрудник.
Член е на БКП от 1953 г. В периода 4 април 1981 – 5 април 1986 г. е кандидат-член на ЦК на БКП.
Работи като журналист във в. „Работническо дело“. По-късно е кореспондент на вестника в Париж. От 1970 до 1971 г. е директор на Българската национална телевизия. Генерален директор е на „Българска кинематография“ между 1971 и 1976 г.
В периода 1971 – 1983 г. е последователно заместник и първи заместник-министър на културата. Отново е директор на БНТ през 1990 г.
На 17 юни 2019 г. е разкрит от Комисията по досиетата като секретен сътрудник на „Държавна сигурност“ с псевдоним Пиер и като щатен служител на Първо главно управление на ДС
Автор е на много статии и книги. Почива на 17 април 2022 г.